# Der Graf von Monte Christo (1922)
Der Graf von Monte Christo ist ein zweiteiliger US-amerikanischer Abenteuerfilm aus dem Jahr 1922 von Emmett J. Flynn mit John Gilbert in der Titelrolle. Der Film wurde von Fox Film Corporation produziert und basiert auf dem ab 1844 veröffentlichten gleichnamigen Fortsetzungsroman von Alexandre Dumas dem Älteren.

## Handlung

### Teil 1
Der junge Edmond Dantes, Offizier auf dem Kriegsschiff Pharaoh, liefert 1815 eine Nachricht seines todkranken Kapitäns an den ehemaligen Regenten Napoleon, der im Exil auf Elba lebt. Mit der Antwort kehrt Edward auf das Schiff zurück. Da der Kapitän in der Zwischenzeit gestorben ist, übernimmt Edmond das Kommando und segelt nach Marseille. Als erstes besucht er seinen Vater und seine Verlobte Mercedes. Der alte Dantes, ein Veteran unter Napoleon, lebt in einer Wohnung, die der Tavernenbesitzer Caderousse vermietet. Zu seiner Freude soll Edmond wegen seiner Verdienste das Kapitänspatent erhalten.
Nicht überall ist man über Edmonds Rückkehr glücklich. Fernand, Mercedes Cousin, trifft in Coderousses Taverne den Offizier Danglars, der Edmond das Kapitänsamt neidet. Der setzt ein Schreiben auf, das Edmond des Verrats bezichtigt. Caderousse wirft das Schreiben in den Kamin. Da es jedoch nicht verbrennt, nimmt Fernand den Brief an sich. Kurze Zeit später heiraten Edmond und Mercedes. Bei der Feier in der Taverne wird Edmond festgenommen und vor den königlichen Staatsanwalt De Villefort gebracht. De Villefort erklärt Edmond, dass er als Teilnehmer an einer Verschwörung Napoleons gegen den König erachtet wird. Edmond gibt zu, einen Brief Napoleons zu befördern und gibt diesen nach Aufforderung heraus. De Villefort erkennt, dass sein eigener Vater in die Verschwörung involviert ist. Er lässt Edmond auf die Gefängnisinsel Château d’If und verspricht die Freilassung am nächsten Morgen. Als Edmond abgeführt wird, verbrennt er den Brief. 
Schon auf dem Weg in den Kerker ahnt Edmond, dass seine Haft länger als eine Nacht dauern wird. Monatelang harrt er in seiner Zelle aus, von Halluzinationen über Mercedes geplagt. Zur gleichen Zeit erhält sein Vater, der wegen Mietrückständen von Caderousse auf die Straße gesetzt werden soll, von dem Beamten Morrell einen Brief De Villeforts, in dem Edmonds heimliche Hinrichtung auf königlichem Befehl bekanntgegeben wird. Durch die Nachricht erleidet der alte Dantes einen tödlichen Herzschlag. In seiner Zelle hört Edmond Kratzgeräusche. Er schließt, dass ein Gefangener versucht, sich einen Weg durch das Mauerwerk zu kratzen. Edmond bricht den Stiel seiner Esspfanne ab und beginnt ebenso zu kratzen. Ein Jahr nach Edmonds angeblichem Tod heiraten Mercedes und Fernand.
Nach sechs Jahren Haft hat Edmond einen Gang gegraben. Dabei stößt er auf Abbé Faria, einen italienischen Priester. Faria ist derjenige, den Edmond kratzen gehört hat. Beide erkennen, dass sie an der falschen Wand gegraben haben, sind aber dennoch froh, nicht mehr alleine zu sein. Faria erleidet kurz darauf einen Lähmungsanfall und erklärt, dass der nächste Anfall ihn töten wird. In den folgenden 14 Jahren unterrichtet Faria Edmond in Wissenschaften, Sprachen und Literatur. Dann erleidet er einen weiteren Anfall. Bevor er stirbt, gibt er Edmond eine Karte der Insel Monte Christo, auf der ein Schatz versteckt sein soll. Edmond legt Faria in seine Zelle und sich selber auf seine Pritsche und wird von den Wachen, in einen Sack gehüllt und mit einer Kanonenkugel beschwert, ins Meer geworfen. Als man Farias Leiche in Edmonds Zelle entdeckt, gehen die Wachen von Selbstmord aus. Doch Edmond kann sich aus dem Sack befreien und an Land schwimmen. Edmond wird von Schmugglern gerettet und segelt mit deren Hilfe nach Monte Christo, wo er tatsächlich den Schatz findet. 
In einer stürmischen Nacht im Jahr 1835 kehrt ein Reisender in Caderousses Taverne ein. Der Reisende, als Geistlicher gekleidet, erzählt dem Wirt von Edmonds 20-jähriger Haft und dass Edmond die Intriganten verflucht habe. Seinen Freunden Caderousse, Danglars und Fernand vermache er einen Diamanten im Wert von 50.000 Franc. Caderousse gesteht, dass Danglars und Fernand für Edmonds Haft verantwortlich seien. Beide seien nach Paris gegangen und zu Reichtum und Macht gelangt. Auch De Villefort sei in Paris in einer hohen Stellung. Caderousse begleitet den Reisenden in dessen Zimmer und gesteht, dass er De Villefort töten wollte, weil der Caderousses Tochter Nanette entehrt hat. Als er zur Tat schreiten wollte, sah er, wie De Villefort eine Kiste vergraben wollte. Caderousse schlug den Staatsanwalt nieder, nahm die Kiste an sich und fand in ihr ein Baby. Die Mutter des Kindes war die Baronin Danglars. Caderousse zog das Baby auf, das nun zu einem jungen Mann namens Benedetto geworden ist und in seiner Taverne hilft. Der Wirt verabschiedet sich zur Nachtruhe. Im Schankraum erleidet er einen Herzanfall, gerade als Benedetto ihn niederschlagen will. Vom Reisenden beobachtet, nimmt Benedetto den Diamanten an sich. Dann bemerkt er den Reisenden, der ihn mit einer Pistole zur Rückgabe des Edelsteins bringt. Er verspricht, ihn nicht an die Polizei auszuliefern, wenn er ihm zukünftig diene. Benedetto willigt ein und erhält den Diamanten wieder. Auf die Frage, wie er seinen Herrn ansprechen soll, antwortet der Reisende: als Graf von Monte Christo.
Der Graf von Monte Christo hat das Schloss Auteuil erworben, das vorher De Villefort gehörte. Der Butler des Grafen ist Luigi Vampa. Der Graf rettete Luigi, der als Bandit Bertuccio berüchtigt war, das Leben. Benedetto soll in Paris als Graf Andrea Cavalcanti aus Neapel auftreten. Dann lädt der Graf die gehobene Gesellschaft von Paris auf sein Schloss ein. Für Prinzessin Haidee fungiert er als Übersetzer, da sie nur arabisch spricht. Er stellt Graf Cavalcanti den Danglars vor und bittet deren Tochter Eugénie, auf den jungen Mann aufzupassen. 
Nach einem fürstlichen Bankett führt der Graf einige der Herrschaften, die Montcerfs, die Danglars, De Villefort mit seiner Frau, Albert und Prinzessin Haidee, in ein spezielles, angeblich verfluchtes, Zimmer. Dort erzählt der Graf über ein Kind, das hier geboren wurde. Der damalige Besitzer nahm der Mutter das Kind weg und legte es in eine Kiste. Zu De Villeforts Unbehagen erzählt der Graf, dass seine Gärtner eine leere Kiste ausgegraben haben. 
Der Graf hat von Luigi Vampa Danglars Verpflichtungen im Wert von zwei Millionen Franc aufgekauft. Zudem hat er einen Artikel veröffentlichen lassen, der Fernand als Betrüger und Verräter darstellt. Fernand muss daraufhin seine Ehre vor der Adelskammer verteidigen. Er ist des Verrats an Ali Teleban, einem Verbündeten Frankreichs, angeklagt, den er gegen Geld an die feindlichen Türken verraten haben soll. Fernand fordert, dass der Ankläger Beweise und Zeugen aufbringen soll. Überraschend erhebt sich der Graf von Monte Christo und ruft Prinzessin Haidee als Zeugin auf. Haidee, Tochter von Ali Teleban, bezeugt, dass Fernand der Verräter und der Mörder ihres Vaters ist. Als Beweis dient eine Schwertnarbe auf der rechten Hand des Mörders, die auch Fernand hat. Die Kammer spricht Fernand einstimmig schuldig. Der aufgebrachte Albert springt von der Zuschauerempore und ohrfeigt den Grafen.
In der Hoffnung den drohenden Bankrott abzuwenden will Baron Danglars seine Tochter mit Graf Cavalcanti verheiraten. Noch bevor der Graf die Heiratsurkunde unterschreiben kann, wird er wegen Mordes verhaftet. Somit ist Danglars ruiniert, der mit fünf Millionen Franc, die für die Unterstützung von Waisenkindern bestimmt waren, aus Paris flüchtet. Danglars Kutsche wird von Luigi Vampa und seinen ehemaligen Kameraden angehalten und Danglars gefangen genommen.
Mercedes sucht den Grafen in der Nacht vor dem Duell mit Albert auf. Sie erkennt erst jetzt in ihm ihren ehemaligen Bräutigam Edmond. Sie bittet ihn um Verzeihung und zeigt ihm den Brief von Morrell. Ihre Bitte, ihren Sohn zu schonen, beantwortet er nicht. Als am Morgen das Duell stattfinden soll, kommt Albert angeritten. Er bittet den Grafen um Vergebung, da ihm seine Mutter alles erzählt hat. Edmond vergibt ihm und erklärt den Zeugen, dass es keine Feindschaft zwischen ihm und Albert gebe. Als Albert weggeritten ist, erscheint Fernand und fordert den Grafen zum Duell. Fernand soll eine von zwei Pistolen wählen, von denen eine geladen und die andere ungeladen ist. Rücken an Rücken stehend enthüllt der Graf seine wahre Identität. Fernand ist so geschockt, dass er noch vor der Schussabgabe an einem Herzschlag stirbt.
Im Justizpalast eröffnet De Villefort den Prozess gegen den Grafen Cavalcanti, der als Benedetto entlarvt wurde. Ihm wird der Mord an Caderousse vorgeworfen. Benedetto gibt an, 20 Jahre alt zu sein, geboren am 27. September 1817 in Auteuil. Auf die Frage, wer sein Vater sei, antwortet er, dass der Richter es sei. Er erzählt, wie sein Vater ihn töten wollte und wie er von Caderousse gerettet wurde. Die Mutter ist die heutige Baronin Danglars. Auf die Frage nach einem Beweis erhebt sich die Baronin von ihrem Zuschauerplatz. De Villefort legt geschlagen seine Robe ab und verlässt den Saal. Der Graf von Monte Christo sucht den Richter im Büro, in das er sich zurückgezogen hat, auf und gibt sich als Edmond zu erkennen. Mit Degen beginnen sie sich zu duellieren. Der Kampf wird bis in den Verhandlungssaal getragen. Als der Richter seinen Degen verliert, erlaubt ihm Edmond, die Waffe wieder aufzunehmen. Der Kampf geht weiter, bis De Villefort auf den Richtertisch springt, den Halt verliert und in seinen eigenen Degen fällt.
Im Kerker von Auteuil sitzt Danglars, bewacht vom fürstlich speisenden Luigi. Erst gegen Zahlung der fünf Millionen Franc lässt Luigi den hungernden Danglars an die Tafel. Der Graf erscheint und erklärt, dass er ihn eine Woche hungern ließ für die 20 Jahre, die Edmond Dantes im Gefängnis verbrachte. Als er sich zu erkennen gibt, ergreift der entsetzte Danglars die Flucht. Er erreicht die Küste und hat Halluzinationen von Geld im Wasser. Habgierig stürzt sich Danglars in die Fluten. 
Im Schloss erhält Edmond eine Nachricht, in der ihm Mercedes mitteilt, dass sie und Albert von ihren Titeln zurückgetreten und nach Marseille gereist sind. Prinzessin Haidee befürchtet, dass Edmond sie nun verlassen wird. Er ordnet an, dass seine Besitztümer an europäische Wohlfahrtsvereine gestiftet wird. In Marseille reparieren Mercedes und Albert Fischernetze. Edmond erscheint vor Mercedes, während Albert Haidee entdeckt. Albert umarmt die Prinzessin, Edmond schließt Mercedes in seine Arme.

## Hintergrund
Der Film galt lange Zeit als verschollen. Nachdem eine verschlissene Kopie in der Tschechoslowakei gefunden wurde, konnte der Film mit Hilfe des Drehbuchs restauriert und auf DVD veröffentlicht werden. Die restaurierte Version beinhaltet neue Zwischentitel sowie musikalische Begleitung von Neal Kurz. Produziert wurde die Version von Eric Lange, Jeffery Masino und David Shepard.

## Veröffentlichung
Die Premiere des Films fand am 3. September 1922 statt. In der Bundesrepublik Deutschland wurde er am 14. November 2019 im deutschen Fernsehen ausgestrahlt.

## Kritiken
Das Lexikon des internationalen Films schrieb: „Ein nicht zuletzt dank Hauptdarsteller John Gilbert anrührendes Melodram, das die Bitterkeit der Vorlage etwas abmildert.“